# Clintonville (Pensilvania)
Clintonville es un borough ubicado en el condado de Venango en el estado estadounidense de Pensilvania. En el año 2000 tenía una población de 528 habitantes y una densidad poblacional de 178.8 personas por km².

## Demografía
Según la Oficina del Censo en 2000 los ingresos medios por hogar en la localidad eran de $22,083 y los ingresos medios por familia eran $29,135. Los hombres tenían unos ingresos medios de $23,667 frente a los $16,932 para las mujeres. La renta per cápita para la localidad era de $15,488. Alrededor del 13.4% de la población estaba por debajo del umbral de pobreza.